# Thad Jones
Thad Jones (28. března 1923 Pontiac, Michigan, USA – 20. srpna 1986 Kodaň, Dánsko) byl americký jazzový trumpetista, hráč na křídlovku a hudební skladatel. Dva z jeho bratrů, bubeník Elvin Jones a klavírista Hank Jones byli rovněž jazzoví hudebníci. V roce 1954 se stal členem orchestru Count Basieho, ze kterého odešel v roce 1963. O dva roky později založil společně s Melem Lewisem vlastní orchestr, ve kterém působil až do roku 1978. Vydal několik alb pod svým jménem a hrál i na albech jiných hudebníků, mezi které patří Herbie Hancock, Sonny Stitt, Dexter Gordon, Charles Mingus, Yusef Lateef nebo Milt Jackson.